# Asimilación (fonética)
La asimilación fonética es un proceso de cambio fonético típico por el cual la pronunciación de un segmento de lengua se acomoda a la de otro, en una misma palabra (o en el límite de la misma), así que se da lugar un cambio en su sonido. La asimilación consiste en que un segmento se articula con rasgos fonéticos de otro segmento adyacente o cercano.
La metáfora o asimilación semántica es un proceso similar por el cual algunos de los rasgos semánticos se pierden extendiendo así el uso de una forma léxica a nuevos contextos.

## Asimilación fonética
Un ejemplo de asimilación puede ser la palabra juzgar, evolucionada desde judgar, de más difícil pronunciación, o hasta desde hadta o hatta. Un proceso relacionado es la coarticulación, en la cual un segmento influye al otro y le produce una variación alófona, como las vocales que adquieren el timbre nasal (nasalización) ante consonantes de este tipo cuando el velo del paladar se abre antes, o la labialización, velarización, etc., de ciertas consonantes. Este artículo describirá ambos procesos englobándolos en el término general de asimilación.
Los mecanismos fisiológicos o psicológicos de la coarticulación no son del todo desconocidos, se han apuntado por ejemplo leyes de mínimo esfuerzo o empleo de menor energía articulatoria. A menudo hablamos indirectamente de un segmento fonémico como "desencadenante" del cambio asimilatorio en otro. 

### Modos de asimilación: precedencia y adyacencia
La asimilación se da tanto en condiciones de adyacencia estricta como de cercanía, y se puede dar respecto del fonema anterior (progresiva o "de izquierda a derecha") o del fonema posterior (regresiva, "de derecha a izquierda" o anticipatoria). Muchos encuentran confusos los términos progresivo y regresivo, ya que parecen oponerse a los términos descritos. Por consiguiente, se ha planteado una variedad de términos alternativos - de los cuales no todos eluden el problema tradicional -. La regresiva también es conocida como de derecha a izquierda o anticipatoria. La progresiva encuentra los sinónimos de izquierda a derecha o preservativa, o asimilación posterior. Los términos anticipatoria y posterior serán los usados aquí. En total los criterios de adyacencia y precedencia, dan las cuatro siguientes posibilidades ordenadas por frecuencia en las lenguas del mundo:
- Asimilación regresiva por adyacencia o anticipatoria, cuando un fonema se articula con rasgos fonéticos del fonema inmediatamente posterior.
- Asimilación progresiva por adyacencia, cuando un fonema se articula con rasgos fonéticos del fonema inmediatamente precedente.
- Asimilación regresiva y por cercanía, cuando un fonema se articula con rasgos fonéticos un fonema cercano posterior.
- Asimilación progresiva y por cercanía, cuando un fonema se articula con rasgos fonéticos un fonema cercano precedente.

Como puede verse la asimilación por adyacencia es más frecuente que la no adyacente, y dentro de cada grupo la progresiva o anticipatoria es más frecuente. Esa frecuencia de ocurrencia de los diferentes tipos de asimilación puede suponer una pista sobre los mecanismos implicados en la asimilación. Junto con los tipos anteriores también se han encontrado casos de:
- Asimilación recíproca, que es una asimilación doble en dos fonemas adyacentes sufriendo el primero asimilación progresiva y el segundo asimilación regresiva. Cuando la asimilación recíproca resulta en un único segmento con algunas de las características de ambos componentes, se produce una coalescencia o fusión.

Algunos autores distinguen entre asimilación parcial y completa, como por ejemplo entre cambios en los cuales permanece diferencia fonética entre las partes incluidas, y aquellos en que todas las diferencias se resuelven. No hay ventaja teórica en esta clasificación, como uno de los ejemplos siguientes mostrará.
La pronunciación puede mostrar la asimilación fonética, mientras que la escritura también lo hará cuando las características de los fonemas vecinos se mezclen.

### Asimilación como compleción de rasgos
De hecho, puesto que los fonemas muchas veces están subespecificados en alguno de sus rasgos fonéticos la asimilación constituye una de las formas más económicas y más empleadas por las lenguas del mundo para especificar la realización sonora completa de un determinado fonema. Así por ejemplo en español las obstruyentes sonoras no están especificadas respecto a su continuidad, y se realizan según los fonemas adyacentes, por ejemplo para el fonema /b/ tenemos:

{\displaystyle /b/\to {\begin{cases}[b]&/-{\mbox{cont}}/{\frac {\qquad }{}}\\\left[\beta \right]&/+{\mbox{cont}}/{\frac {\qquad }{}}\end{cases}}}

Esa regla se interpreta como que el fonema /b/ se articula como oclusiva [b], tras una pausa o una nasal que tienen rasgo [- cont] y se articula como aproximante [β], tras otro sonido que no implique una obstrucción total del flujo de aire.
Este tipo de asimilación apunta a una economía en la cantidad de información que debe asociarse a un fonema, lo cual aporta cierta luz sobre la utilidad en las lenguas naturales del mecanismo de asimilación.

## Ejemplos de asimilación fonética

### Asimilación anticipatoria contigua
Este tipo de asimilación es el tipo más común de asimilación y afecta al primero de dos fonemas en contacto directo. Tiene el carácter típico de cambio condicionado en la pronunciación, y se aplica a todos los vocablos con el problema. Así, en latín los prefijos acabados en nasal (com- "con", "junto con"; in- "en" (también marca el comienzo de la acción); in- (forma adjetivos privativos)) muestran sin excepción los siguientes procesos asimilatorios relativos al sonido posterior:
Se convierten en /m/ ante /p/, /b/, y /m/: impendeō' "amenazar", imbibō "embeber", immēnsus "inmenso"
Se convierten en /n/ ante /t/, /d/, y /n/ (en este último caso, el prefijo con- puede convertirse en cō-): contāminō "contaminar", connīveō o cōnīveō "cerrar los ojos; disimular", condōnō "regalar"
Se convierten en /l/ o /r/ ante /l/ y /r/, respectivamente: corrumpō "destruir", irrētiō "coger en una red", illūdō "jugar", illītterātus "iliterado", colloquor "conversar", collūdō "jugar con otro".
La asimilación a [ŋ] ante /k/ o /ɡ/ no se mostraba en la escritura.
También en latín, una sorda seguida de nasal se asimila a ésta: el protoindoeuropeo *swepnos "sueño" > lat. somnus [los cambios vocálicos también son regulares], *supmos "en mayor grado" > summus, *ad-nec- > annectō "atar" (cf. anexo), sub-moenium "barrio oriental" (lit. "bajo los muros") > summoenium. (Este ejemplo también indica el sinsentido de la división entre asimilaciones "parciales" y "completas": esta es sencillamente una única ley fonética de sorda-se convierte en-sonora y si la asimilación producida es de un tipo u otro no depende de las características fonéticas iniciales) 
En italiano, las sordas sin vocal intermedia se asimilan a la siguiente /t/: Protorromance *oktọ "ocho" > It. otto, Prom. lęktu "cama" > letto, *suptu "bajo" > sotto.

### Asimilación anticipatoria no-contigua
Este tipo de asimilación no-contigua o asimilación a distancia, es menos frecuente que el anterior. A veces es un accidente ideosincrático de la palabra que no se presenta sistemáticamente en otras palabras similares. Por ejemplo en francés antiguo cercher 'perseguir, buscar' /ser.ʧer/ > fr. moderno chercher /ʃɛʁ.ʃe/ (compárese el catalán cercar 'buscar').
Algunos de los casos más abundantes de asimilaciones, lo constituye el fenómeno de asimilación vocálica conocida como umlaut. En este tipo de asimilaciones una vocal se ve influenciada por la de la sílaba siguiente y acaba tomando un timbre similar a la vocal de la sílaba siguiente. Los ejemplos de umlaut abundan en la historia de las lenguas germánicas, el rumano, el irlandés antiguo, y algunas otras lenguas. La sinarmonía vocálica, que se da en el lexema, de algunas lenguas puede proceder en algunos casos de umlaut generalizado.
Algunos ejemplos más de asimilación anticipatoria a distancia serían:
- En castellano antiguo, la yod, esto es, el sonido palatal del moderno mayor, ejercía una influencia importante en las vocales y consonantes inmediatas. Así, latín basium > cast. beso, mientras que sin ella, casum > caso. Un fenómeno parecido era provocado por la semivocal u, o waw.
- Otro ejemplo de cambio regular es la asimilación a la sibilante del sánscrito, en la cual si había dos sibilantes diferentes al comienzo de sílabas sucesivas, la /s/ simple se reemplazaba siempre por la /ɕ/ palatal: PIE *smeḱru- "barba" > Sns. śmaśru-; *ḱoso- "gris" > Sns. śaśa- "conejo"; PIE *sweḱru- "suegra" > Sns. śvaśrū-.

### Asimilación posterior contigua
Este tipo de asimilación es bastante común y sistemática, por lo que a menudo puede formularse como una ley fonética regular.
PIE *-ln- > -ll- en las familias germánica e itálica. Así, *ḱļnis "colina" > lat. ant. *kolnis > lat. collis; > protogerm. *hulniz, *hulliz > anglosaj. hyll /hyl/ > inglés hill.

### Asimilación posterior no-contigua
Al igual que la asimilación anterior no-contigua, es menos frecuente que el fenómeno contiguo correspondiente. En concreto, la asimilación posterior no-contigua es infrecuente y usualmente de tipo esporádico y no sistemático (excepto como parte de algo mayor, como en el sánscrito śaśa- ejemplo anterior): el griego leirion > latín līlium "lirio".
La armonía vocálica de los sufijos de algunas lenguas altaicas, es en cierto modo opuesta al umlaut, a saber, la fonética de una vocal se ve afectada por la de la precedente. Así, por ejemplo la mayoría de los marcadores de caso en el finés se hacen según los gustos /a/ o /æ/ (escrito ä) dependiendo de si la vocal precedente es posterior o frontal. Sin embargo, es difícil conocer dónde y cómo se dio en la historia de este idioma un cambio asimilatorio. El reparto de los posibles finales en finés es sólo eso, ni mucho menos el cambio operado por una asimilación (aunque probablemente sí el reflejo de una innovación anterior).

### Coalescencia (fusión)
Protoitálico *dw > latín b, como en *dwis "dos veces" > lat. bis.
El protocéltico *sw se muestra en irlandés antiguo en posición inicial como s, así *swesōr "hermana" > ir. ant. siur */ʃuɾ/, *spenyo- > *swinea- > *swine "pezón" > sine. Pero cuando está precedido de vocal, la secuencia *sw se convierte en /f/: má fiur "mi hermana", bó tri-fne "una vaca con tres ubres".

## Asimilación semántica
Cuando se analizan las formas léxicas en términos de rasgos semánticos distintivos puede hacerse un análisis de ciertos cambios semánticos y fenómenos como la metáfora o la metonimia en términos de rasgos semejante al que se hace para la asimilación fonética.
Así en la metáfora ciertos rasgos semánticos son ignorados y se usa una forma léxica para designar un concepto que comparte sólo algunos rasgos semánticos con el concepto que se trata de designar.